# Eirik Raudesland
Eirik Raudesland was de naam die Noorwegen gebruikte voor een deel van Groenland dat tussen 1932 en 1933 door Noorwegen bezet werd. De naam komt van Erik de Rode die in 985 op Groenland geweest zou zijn.

## Achtergrond
Noorwegen beschouwde zichzelf als rechthebbende op IJsland, Groenland en de Faeröereilanden. Bij de samensmelting van het Noorse koninkrijk met Denemarken in de Unie van Kalmar bleven deze gebieden deel uitmaken van Noorwegen. Nadat Zweden uit deze unie stapte, trok de Deense koning de Noorse soevereiniteit in en degradeerde het land tot provincie met enig zelfbestuur. De overzeese gebiedsdelen vielen voortaan onder de Deense kroon.
Bij het opbreken van de unie tussen Denemarken en Noorwegen, na de Franse tijd, in 1814 bleven deze gebieden daarom onder de Deense koning. Noorwegen werd toen in een personele unie verenigd met Zweden, onder de Zweedse koning. Zweden had geen grote belangstelling voor de 'Noorse' koloniën.
Na het opbreken van de unie met Zweden, in 1905, waren er in Noorwegen groepen die meenden dat een onafhankelijk koninkrijk ook koloniën diende te hebben. De oude Noorse gebieden kwamen daar als eerste voor in aanmerking, maar Denemarken was niet genegen daar afstand van te doen.

## Conflict met Denemarken
Noorwegen zette zijn claims kracht bij door een onbewoond deel van Oost-Groenland te bezetten. Op 12 juli 1932 verklaarde Noorwegen dat het bezette deel van Groenland door Noorwegen geannexeerd was. De spanningen tussen beide landen liepen hierdoor hoog op. Tot een militair conflict kwam het echter niet omdat beide landen bereid waren hun geschil voor te leggen aan het Internationale Gerechtshof.
Nadat het Gerechtshof ten gunste van Denemarken had beslist trok Noorwegen zich weer vrijwillig terug.